# Roue tourangelle 2017
La 16e édition de la Roue tourangelle a eu lieu le 2 avril 2017. La course fait partie du calendrier UCI Europe Tour 2017 en catégorie 1.1. C'est également la quatrième épreuve de la Coupe de France de cyclisme sur route 2017.

## Présentation

### Équipes
Classée en catégorie 1.1 de l'UCI Europe Tour, la Roue tourangelle est par conséquent ouverte aux WorldTeams dans la limite de 50 % des équipes participantes, aux équipes continentales professionnelles, aux équipes continentales et aux équipes nationales.
Vingt équipes participent à cette Roue tourangelle - deux WorldTeams, dix équipes continentales professionnelles et huit équipes continentales :
| WorldTeams (2)- AG2R La Mondiale - FDJ Équipes continentales professionnelles (10)- Androni Giocattoli - Caja Rural-Seguros RGA - Cofidis, Solutions Crédits - Delko Marseille Provence KTM - Direct Énergie - Fortuneo-Vital Concept - Gazprom-RusVelo - Novo Nordisk - Wanty-Groupe Gobert - WB-Veranclassic-Aqua Protect Équipes continentales (8)- Armée de terre - Bolivia - Differdange-Losch - Euskadi Basque Country-Murias - HP BTP-Auber 93 - Lotto-Kern-Haus - Roubaix Lille Métropole - Vorarlberg |
| |

## Classements

### Classement final
| \| Classement général \| Classement général \| Classement général \| Classement général \| Classement général \| \| Coureur \| Coureur \| Pays \| Équipe \| Temps \| \| ------------------ \| ------------------- \| ------------------ \| ---------------------------- \| ------------------ \| \| 1er \| Flavien Dassonville \| France \| HP BTP-Auber 93 \| 4 h 47 min 15 s \| \| 2e \| Fabien Grellier \| France \| Direct Énergie \| + 0 s \| \| 3e \| Anthony Delaplace \| France \| Fortuneo-Vital Concept \| + 0 s \| \| 4e \| Nacer Bouhanni \| France \| Cofidis, Solutions Crédits \| + 25 s \| \| 5e \| Davide Cimolai \| Italie \| FDJ \| + 25 s \| \| 6e \| Geoffrey Soupe \| France \| Cofidis, Solutions Crédits \| + 25 s \| \| 7e \| Yannick Martinez \| France \| Delko-Marseille Provence-KTM \| + 25 s \| \| 8e \| Damien Touzé \| France \| HP BTP-Auber 93 \| + 25 s \| \| 9e \| Marco Benfatto \| Italie \| Androni-Sidermec-Bottecchia \| + 25 s \| \| 10e \| Romain Feillu \| France \| HP BTP-Auber 93 \| + 25 s \| |                     |        |                              |                 |
| |                     |        |                              |                 |
| Sources : ProCyclingStats Cycling Archives |                     |        |                              |                 |
| Classement général |                     |        |                              |                 |
| Coureur | Coureur             | Pays   | Équipe                       | Temps           |
| 1er | Flavien Dassonville | France | HP BTP-Auber 93              | 4 h 47 min 15 s |
| 2e | Fabien Grellier     | France | Direct Énergie               | + 0 s           |
| 3e | Anthony Delaplace   | France | Fortuneo-Vital Concept       | + 0 s           |
| 4e | Nacer Bouhanni      | France | Cofidis, Solutions Crédits   | + 25 s          |
| 5e | Davide Cimolai      | Italie | FDJ                          | + 25 s          |
| 6e | Geoffrey Soupe      | France | Cofidis, Solutions Crédits   | + 25 s          |
| 7e | Yannick Martinez    | France | Delko-Marseille Provence-KTM | + 25 s          |
| 8e | Damien Touzé        | France | HP BTP-Auber 93              | + 25 s          |
| 9e | Marco Benfatto      | Italie | Androni-Sidermec-Bottecchia  | + 25 s          |
| 10e | Romain Feillu       | France | HP BTP-Auber 93              | + 25 s          |

### UCI Europe Tour
Cette Roue tourangelle attribue des points pour l'UCI Europe Tour 2017, par équipes seulement aux coureurs des équipes continentales professionnelles et continentales, individuellement à tous les coureurs sauf ceux faisant partie d'une équipe ayant un label WorldTeam.
| Position,          | 1er | 2e | 3e | 4e | 5e | 6e | 7e | 8e | 9e | 10e | 11e | 12e | 13e à 15e | 16e à 25e |
| Classement général | 125 | 85 | 70 | 60 | 50 | 40 | 35 | 30 | 25 | 20  | 15  | 10  | 5         | 3         |

## Liste des participants
| Légende | Légende                                                                    | Légende | Légende                                                    |
| ------- | -------------------------------------------------------------------------- | ------- | ---------------------------------------------------------- |
| Num     | Dossard de départ porté par le coureur sur cette Roue tourangelle          | Pos     | Position à l'arrivée de la course                          |
|         | Indique un maillot de champion national ou mondial, suivi de sa spécialité | NP      | Indique un coureur qui n'a pas pris le départ de la course |
| AB      | Indique un coureur qui n'a pas terminé la course                           | HD      | Indique un coureur qui a terminé la course hors des délais |